# 카트리네 오토센
카트리네 오토센(덴마크어: Katrine Ottosen, 1981년 ~ )은 덴마크의 가수이다. 콜미캣(CALLmeKAT)이라는 예명으로 활동한다.